# Мусульманський Новий рік
Мусульманський Новий рік (араб. رأس السنة الهجرية‎) ‎ — день початку року за ісламським календарем, перший день місяця Мухаррам. Особливих способів його святкування не існує. Більш того, на відміну від християнських країн, в більшості ісламських країн зміна року не вважається святом, в цей день в мечетях лише читають проповідь про гіджру.
Оскільки мусульманський рік коротший за григоріанський на 11-12 днів (він заснований на місячному календарі, а не на сонячному), дата його початку в григоріанській системі є «плавучою», зміщуючись щороку на вказаний термін. Хоча деякі ісламські організації вважають за краще визначати новий місяць (і, отже, новий рік) за місцевими спостереженнями Місяця, більшість країн, які дотримуються ісламського календаря (наприклад, Саудівська Аравія), і ісламських установ, використовує для визначення дат астрономічні розрахунки. Тому Новий рік, як і інші дати мусульманського календаря, у різних країнах можуть наставати з різницею 1-2 дні.
Мусульмани, в тому числі ті, які проживають в християнських країнах, як правило, не відзначають Новий рік ні за ісламським календарем, ні за християнським, оскільки мусульманський Новий рік святом не вважається, а святкування Нового року за християнським календарем вважається порушенням принципу єдинобожжя. В мусульманських країнах святкування Нового року за християнським календарем або «не рекомендується», або заборонено, наприклад, в Брунеї, законодавство якого засновано на шаріаті, за це передбачено покарання у вигляді штрафу або тюремного ув'язнення терміном до п'яти років. У ряді пострадянських мусульманських країн, яким традиція святкування християнського Нового року дісталася «у спадок» від СРСР, існує тенденція заміщення святкування християнського Нового року на Наврез.

## Як неробочий день
У ряді країн перший день мусульманського року законодавчо визначений як вихідний, незалежно від дня тижня, на який випадає:
- Алжир
- Бахрейн
- Бруней
- Гамбія
- Джибуті
- Єгипет
- Ємен
- Індонезія
- Ірак
- Коморські Острови
- Йорданія
- Кувейт
- Ліван
- Лівія
- Мавританія
- Малайзія
- Мальдіви
- Марокко
- Нігер
- Оман
- Палестина
- Сирія
- Сомалі
- Судан
- Суринам
- Танзанія
- Туніс
- Філіппіни

## Дати в григоріанському календарі
Мусульманська дата починається увечері напередодні. Отже, початком року є вечір дня перед вказаними у таблиці датами.
| Рік гіджри | 1-е Мухаррама            |
| ---------- | ------------------------ |
| 1437       | 13-14 жовтня 2015        |
| 1438       | 2-4 жовтня 2016          |
| 1439       | 21-22 вересня 2017       |
| 1440       | 11 вересня 2018          |
| 1441       | 31 серпня-1 вересня 2019 |
| 1442       | 19-21 серпня 2020        |
| 1443       | 9-11 серпня 2021         |
| 1444       | 30-31 липня 2022         |
| 1445       | 19-20 липня 2023         |
| 1446       | 7-8 липня 2024           |
| 1447       | 26 червня 2025           |
| 1448       | 16-17 червня 2026        |

## література
- Crump WD Encyclopedia of New Year 's Holidays Worldwide. [Архівовано 29 липня 2017 у Wayback Machine.] McFarland, 2014. 319 p.